# The Swift Dark Tide
The Swift Dark Tide (tdl. ‘La rápida marea oscura’) es un libro de memorias australiano escrito en 2023 por Katia Ariel. El libro describe la experiencia de Ariel de enamorarse de otra mujer mientras estaba en un duradero matrimonio heterosexual. El libro fue preseleccionado para el Premio Stella de 2024.

## Recepción
En una reseña publicada en The Saturday Paper, Linda Jaivin describió el libro como un «desfile de fragmentos líricos: momentos sensuales, historias familiares, preguntas éticas y registros cotidianos». En su reseña en Westerly, Fiona Wilkes describió el libro como «una maravilla» y escribió que «cada página está cargada de amor por todas las partes y de una conciencia del dolor que a menudo surge cuando uno sigue a su corazón». El jurado del Premio Stella escribió que el libro estaba escrito con «trazos delicados y deliciosos» y que su tema no era «la crisis de los cuarenta... más bien, es la realización del deseo y la posibilidad a mitad de la vida; del devenir queer».

## Premios
| Año  | Premio        | Categoría | Resultado       | Ref         |
| ---- | ------------- | --------- | --------------- | ----------- |
| 2024 | Premio Stella | —         | Preseleccionado | [ 2 ] [ 5 ] |